# Fuente Vieja (Ocaña)
La Fuente Vieja de Ocaña es un monumento arquitectónico, todavía hoy en funcionamiento. Está ubicada a las afueras, cerca de la Ermita de Jesús de las Cuevas, situada en el valle de los Huertos que es adyacente a la cuesta de Valdecuerno. Es apodada vieja debido a que cuando se construyó la otra fuente en Ocaña, ésta ya existía. No es tan común, pero en algunos documentos también es mencionada como Fuente Chica, ya que es más pequeña que la Fuente Grande.

## Historia
La construcción de este monumento no ha sido datada aún, pero se cree que su construcción proviene de los primeros asentamientos romanos de la zona. La primera constancia documental que se tiene de su existencia es en el año 1501, según un escrito de Antonio de Lalaing, el Chambelán de Felipe el Hermoso.
Ha sufrido varias restauraciones durante su historia. La primera conocida data del año 1574, en fechas similares a la construcción de la Fuente Grande, cuyo acto de inauguración tuvo lugar el 17 de septiembre de ese año y a la que asistieron dos regidores de la entonces Villa de Ocaña. En dicho año se reconstruyó casi por completo, debido al mal estado en que se encontraba desde antiguo. La segunda tuvo lugar el año 1722, y tal y como se puede observar en una placa allí colocada, se tuvo que reedificar debido a las consecuencias de un temporal. La penúltima que se conoce ocurrió en 1911.
La última restauración que ha tenido lugar acabó en mayo de 2011. En estas labores principalmente se realizó una limpieza usando un chorro de arena, se juntaron algunas piedras entre sí y se creó un nuevo cauce de salida para las aguas de la fuente, ya que previamente se encontraba lodado.

## Características
La planta de la fuente es un rectángulo de 25 metros de largo y 18 metros de ancho, todo ello con el pavimento empedrado. Está rodeada por muros de mampostería, en cuyas esquinas podemos encontrar cuatro gruesas albardillas de sillería. Se encuentra excavado sobre el nivel del suelo, por lo que es necesario descender por una empinada cuesta, también con el pavimento empedrado.
Tiene un único pilón, de 18 metros de largo, 1 de ancho y 1,4 de profundidad, que está dividido por igual en tres compartimentos unidos por pequeños caños. Dado que el flujo de agua es constante, el agua rebosa por otro caño hacia afuera.
En el frente hay una puerta que da paso a una galería de sillería, por la cual se accede a dos manantiales que surten de agua la fuente. Debido al alto contenido en cal del agua, se forman estalagmitas en el suelo de esta galería.